# 니콘 1 V3
니콘1 V3는 2014년 3월 출시된 니콘1 마운트의 세번째 중급형 미러리스 렌즈 교환식 카메라이다. 니콘의 미러리스포맷인 CX포맷 센서를 탑재했으며, V2과 비교했을때, 로우패스 필터 제거, EXPEED 4A 이미지 프로세서 탑재, 1800만 화소 센서 탑재등의 이미지 관련 부품들이 대거 교체되었다.

## CX포맷
니콘 CX포맷은 2011년 9월 발표된 미러리스 렌즈 교환식 카메라의 새로운 센서 포맷이다. CX포맷은 센서 자체에 위상차 AF와 콘트라스트 AF를 융합함으로써 보다 정확한 AF 성능을 이끌어냈다. 센서 사이즈는 13.2mm X 8.8mm로, 35mm 필름 대비 환산비율은 1:2.7이며, 플렌지백 길이는 17mm이다.